# Пожва
Пожва (на руски: Пожва) е селище от градски тип в Русия, разположено в Юсвински район, Пермски край. Населението му през 2010 година е 3131 души.